# جميل عياد الوحيدي
جميل عيّاد محمّد الوحيدي (1930 - 2005) شاعر فلسطيني - أردني. ولد في بئر السبع ونشأ بها. مجاز في التاريخ عام 1967. عمل مع حكومة الانتداب البريطاني لعدة شهور، ثم عمل معلمًا، ثم مساعد مدير، ثم مديراً في مدارس وكالة الغوث الدولية منذ 1950 وحتى 1990 حيث تقاعد.  له عدة دواوين شعرية مطبوعة.

## سيرته
هو أبو الوليد جميل بن عيّاد بن محمد بن سعود بن حسين بن رباح بن أحمد ابن سالم بن حسين بن بكر الوحيدي. ولد في عام 1930 في بئر السبع، في أراضي عشيرة الوُحَيدات جنوبي قرية الفالوجة من أعمال غزة. درس الابتدائية في مدرستها وبعض علومه الثانوية في مدرسة المجدل، وأتمها في الكلية الإبراهيمية بالقدس. ثم حصل على شهادة امتحان المعلمين الأدنى عام 1957 وعلى شهادة امتحان الدراسة الثانوية عام 1962 وعلى شهادة الليسانس في 1967 من جامعة بيروت العربية.

عمل مع حكومة الانتداب البريطاني لعدة شهور في وظيفة Wireless Operator، ثم معلمًا مدرسيًا، ثم مساعد مدير وبعده مديراً في مدارس وكالة الغوث الدولية منذ 1 مايو 1950 حتى 31 ديسمبر 1990 حيث تقاعد. شارك بعض معارك النقب 1948 وجرح في معركة بئر السبع ووقع أسيراً بيد الجيش الإسرائيلي.

## وفاته
توفي الوحيدي في 10 محرم 1426 الموافق 18 فبراير 2005 في مسكنه الكائن في عين الباشا.[بحاجة لمصدر]

## مؤلفاته
من دواوينه الشعرية:
- آلام وآمال، 1985
- أعطني سيفا، 1991
- صدى الحادثات ، 1999

من كتبه:
- نظرات في تاريخ عشيرة الوحيدات، أو في التراث والأنساب نظرات في تاريخ عشيرة الوحيدات 1986

## وصلات خارجية
- في موقع الأرشيف المجلات